# Лоуесвил (Северна Каролина)
Лоуесвил (енгл. Lowesville) насељено је место без административног статуса у америчкој савезној држави Северна Каролина.

## Демографија
По попису из 2010. године број становника је 2.945, што је 1.505 (104,5%) становника више него 2000. године.
| Група             | 2000.         | 2010.         |
| Белци             | 1.307 (90,8%) | 2.669 (90,6%) |
| Афроамериканци    | 94 (6,5%)     | 136 (4,6%)    |
| Азијати           | 12 (0,8%)     | 21 (0,7%)     |
| Хиспаноамериканци | 23 (1,6%)     | 73 (2,5%)     |
| Укупно            | 1.440         | 2.945         |